# 农乃庙
农乃庙，位于内蒙古自治区锡林郭勒盟乌拉盖管理区，是一座藏传佛教格鲁派寺院。

## 简介
农乃庙位于乌拉盖管理区境内。第二次国共内战期间，乌兰浩特兵站在此设立分站，曾发生巴特尔沙匪徒杀死骑兵四师参谋长脑门达赖等6人事件。